# 8tv
8tv é um canal de televisão privado da Catalunha, comunidade autónoma da Espanha. É operado pela Emissions Digitals de Catalunya, cujo único acionista é o OC 2022.

## História
Com o nome City TV iniciou suas transmissões em 23 de abril de 2001, inicialmente restritas à cidade de Barcelona e mais tarde estendidas a toda região metropolitana. Ao contrário de outras televisões locais catalãs, desde o início optou pela contratação de apresentadores catalães muito populares como Jordi González, Alfonso Arús, Àngel Llàcer, Toni Clapés, Llucià Ferrer e Toni Soler.
No verão de 2003 obteve a única licença privada de Televisão digital terrestre TDT com cobertura em toda a região autônoma, concedida pelo Governo da Catalunha. Desta forma, deixou de ser uma televisão local, para se tornar o primeiro canal privado autônomo da Catalunha.
Em maio de 2004 estendeu a sua cobertura, ainda analógico, ao resto do das províncias da Catalunha. Isso só foi possível graças ao acordo alcançado pelo Grupo Godo com Mediapro (que possuía uma frequência na Lérida através de antena local) e Flaix TV, que cedeu à City TV suas frequências em Tarragona e Gerona em troca de obter um dos futuros canais de TDT concedidos a Godó.
Em março de 2006 iniciou as transmissões digitais, mudando seu nome para Td8. Poucos meses depois, em novembro de 2006 novamente mudou seu nome para 8tv.
Em Setembro de 2007 estreou Sexo na cidade, primeira série dublada em língua catalã pela própria emissora.
Em 10 de fevereiro de 2008 iniciou as emissões de um novo canal no seu multiplex digital, 105TV, um canal de música, que em 2010 mudou seu nome para RAC 105 TV.
Desde dezembro de 2009, 8tv também pode ser visto em plataformas de televisão por assinatura ONO e Imagenio.

## Programação
A 8tv emite una programação generalista e bilíngue (em espanhol e catalão) com base no entretenimento. Suas ofertas estão concentradas em séries antigas e filmes e, em menor escala, em programas próprios, basicamente, espaços de debate, discussão e revistas. Também emite serviços de informação e as previsões meteorológicas.

### Programas no ar atualmente
- Arucitys, apresentado por Alfonso Arús.
- Colombo, série de ficção.
- Hora de guanyar, call tv.
- Inspector Wolff, série de ficção.
- Karen Sisco, série de ficção.
- L.A. Dragnet, série de ficção.
- Los vigilantes de la playa, série de ficção.
- Molt animats, contenedor infantil.
- Noticies 8, informativo, apresentado por Elisabet Cortiles e Irene Ramos.
- Monk, série de ficção.
- Olvidarte jamás, telenovela (2005).
- Perry Mason, série de ficção.
- Prisionera, telenovela(2004).
- Roseanne, comédia.
- S'ha escrit un crim, série de ficção.
- Surface, série de ficção.
- Star Trek, série de ficção.
- Walker, Texas Ranger, série de ficção.
- Xena: la princesa guerrera, série de ficção.

### Programas emitidos anteriormente
- Pobre millonaria, telenovela (2008).
- Besos Robados, telenovela (2008).
- Simbad, série de ficção (2008).
- Poirot, série de ficção (2008).
- Unidad de Víctimas Especiales, série de ficção (2008).
- La via làctia, apresentado por Jordi González (2008).
- Mira com ballen!
- Walker, Texas Ranger, série de ficção .
- Kim, série de ficção.
- El Temps, apresentado por Abel Queralt.
- Sin vergüenza, telenovela (2005).
- Miss Marple, série de ficção.
- Rosanne, serie de ficção.
- R8, apresentado por Quique Guasch.
- Acorralada, telenovela (2006).
- Expediente X, série de ficção.
- Sexe a ciudad, série de ficção.
- Hijos del trueno, série de ficção.
- Star Trek, série de ficção
- X-top, apresentado por Marta Torres (2007).
- Xtra, apresentado por Mariona Xuclà (2007).
- Amics, coneguts i saludats, apresentado por Josep Puigbó (2007).
- Menjar de veritat, apresentado por Mai Vives (2007).
- Envasat al 8 (2007), apresentado por Carolina Ferre e Sergi Mas (2007).
- Vitamina N, apresentado por Jordi González(2004).
- MinAb (Minoría absoluta), apresentado por Toni Soler, Queco Novell e Manel Lucas (2004).
- City a cegues, apresentado por Àngel Llàcer (2004).
- Sexe Savi, apresentado por Roser (2004).
- Dilluns Clapés, apresentado por Toni Clapés (2005).
- Control Central, apresentado por Llucià Ferrer (2005).
- La bona vida, apresentado por Elisenda Camps (2005).
- Zapping de Zapping, apresentado por Elsa Anka (2006).
- Que no surti d'aquí, apresentado por Fermí Fernandes (2007).
- Força Barça, apresentado por Alfonso Arús (2008).
- Monk, série de ficção(2007).
- Siete días, série de ficção (2007).
- Ironside, série de ficção (2006).
- EL Fugitivo, série de ficção (2006).
- Los Vigilantes de la noche, série de ficção (2007).
- Gata Salvaje, série de ficção (2002).
- Gitanas, série de ficção (2004).
- Air America, série de ficção (2007).
- Renegado, série de ficção (2007).
- Soñar No cuesta Nada , série de ficção (2006).